# Кноблехер, Игнатий
Игнатий Кноблехер (словен. Ignacij Knoblehar, 6 июля 1819 — 13 апреля 1858, Неаполь, Италия) — путешественник по Африке, католический священник и миссионер, генеральный викарий апостольского викариата Центральной Африки.

## Биография
Игнатий Кноблехер окончил гимназию в городе Нове-Место, духовную семинарию в Любляне и колледж Конгрегации Пропаганды Веры в Риме. 9 марта 1845 года был рукоположён в священника.
3 апреля 1846 года Святой Престол учредил апостольский викариат Центральной Африки и Игнатий Кноблехер решил поехать на миссию в Африку. Перед прибытием в Хартум, он несколько лет пробыл в Ливане и Сирии, где изучал литургию восточных христиан.
В конце сентября 1847 года он покинул Каир вместе с группой из нескольких миссионеров, среди которых были генеральный викарий апостольского викариата Центральной Африки Максимилианом Рилло и Анджело Винко. 11 февраля 1848 года они прибыли в Хартум, где они построили школу для чернокожих детей, выкупленных ими из рабства. Общаясь с этими детьми, Игнатий Кноблехер освоил языки африканских народов, проживавших в верховьях Белого Нила.
17 июня 1848 года умер Максимилиан Рилло и Игнатий Кноблехер был назначен временным ординарием апостольского викариата Центральной Африки.
В 1849 году Игнатий Кноблехер вернулся из Европы, где он собирал денежные средства для миссии в Африке и организации экспедиции по изучению верховий реки Белого Нила. Игнатий Кноблехер вместе с двумя миссионерами иезуитом Эммануилом Педемонте и Анджело Винко стал первым европейцем, достигшим верховий Белого Нила. В конце 1849 года они проникли по нему до 4°10' северной широты.
В 1850 году Игнатий Кноблехер вернулся в Европу для сбора материальных средств для миссии и привлечения новых желающих поехать в Африку.
В 1852 году Игнатий Кноблехер вернулся в Африку и вместе с пятью другими миссионерами основал католическую миссию в селении Гондокоро. В 1853 году в Гондокоро им была построена первая католическая церковь в Южном Судане. В 1854 году была основана миссия Святого Креста в селении Барии среди народа динка.
В 1858 году Игнатий Кноблехер вернулся в Европу, чтобы поправить своё здоровье. 13 апреля 1858 года он скончался в Неаполе.

## Сочинения
Рассказы о своих путешествиях Игнатий Кноблехер публиковал в ежегоднике «Jahresberichte des Marienvereins» с 1852 по 1858 года. В 1852 году он издал книгу «Reise auf dem Weissen Nil» (Лайбах, 1852).